# Flying Saucer Attack (álbum)
Flying Saucer Attack  es el primer álbum debut y álbum de estudio de la banda británica de rock: Flying Saucer Attack. Fue lanzado a finales del año 1993 y un año después en 1994 en Estados Unidos por la discográfica VHF Records.
El álbum se considera en la actualidad una obra de culto y también como una obra olvidada, pero que tuvo un incursionamiento en estilos como el drone, noise, entre otros; en la década de 1990.
El álbum ha sido comparado con el álbum Loveless de la banda irlandesa de rock: My Bloody Valentine.
El músico británico Matt Elliott colaboro en el álbum con los instrumentos del bongó y del clarinete.

## Sonido
El sonido del álbum principalmente se enfoca en el sonido del noise, pero también se puede oír la voz melódica del vocalista David Pearce, Se pueden escuchar sonidos principalmente del drone, dream pop, música experimental, shoegazing, post-rock, noise rock, música espacial y también con algunas influencias de la improvisación libre.

## Lista de canciones
Todas las canciones escritas y compuestas por Flying Saucer Attack, a excepción del sencillo "The Drowners" que es un cover de la banda británica de rock: Suede.
| Flying Saucer Attack |                      |          |  |
| N.º                  | Título               | Duración |  |
| 1.                   | «My Dreaming Hill»   | 06:12    |  |
| 2.                   | «A Silent Tide»      | 03:48    |  |
| 3.                   | «Moonset»            | 04:25    |  |
| 4.                   | «Make Me Dream»      | 04:25    |  |
| 5.                   | «Wish»               | 05:23    |  |
| 6.                   | «Popol Vuh 2»        | 05:00    |  |
| 7.                   | «The Drowners»       | 04:34    |  |
| 8.                   | «Still»              | 01:50    |  |
| 9.                   | «Popol Vuh 1»        | 10:18    |  |
| 10.                  | «The Season Is Ours» | 04:18    |  |
| 50:18                |                      |          |  |

## Personal
- David Pearce - vocal, guitarra, multinstrumentista
- Rachel Brook - batería

### Personal adicional
- Matt Elliott - bongó, clarinete
- Rocker - batería de programación, bajo de programación, computación
- James - fotografía
- Tasmin - pintura
- Khol Vinh - diseño de portada